# オウム真理教の修行
オウム真理教の修行（オウムしんりきょうのしゅぎょう）では、オウム真理教で行われていた修行について解説する。

## 概要
当初は、専らヨーガの手法を用いた修行が行われていた。その後、本来「加入礼」を意味する宗教用語であった「イニシエーション」という言葉を、オウム独自の「解脱者のエネルギーを伝授することで弟子を成就、解脱させる」という意味で使うことで信者を増やしていった。
しかし一方で、麻原彰晃は「ヴァジラヤーナの実践」「シークレット・ワーク」などと呼ばれた反社会的活動を「修行の一環、功徳を積む行為」などと正当化し「第三次世界大戦を回避するため三万人の成就者を出す」「ハルマゲドンが起きる1997年までに修行を完成させなければならない」などと終末思想を煽り、そして「ヴァジラヤーナの妨げとなる弟子の中の『観念』を崩す、すり替える、消し去る」。つまり修行の妨げになるからという名目で麻原の考えや反社会的活動に反抗する意志や能力を信者から奪うための様々な洗脳施策を取るようになった。
なお、オウムで頻繁に行われた「観念崩し」という修行は自己啓発セミナーから影響を受けており、ロバート・ホワイトが1977年に設立した「ライフ・ダイナミックス」の流れを汲むトレーナーを、オウムの女性幹部が数千万円でスカウトしようとしていた。
1994年前後には違法薬物や機械によるイニシエーションが始まり、イソミタールやチオペンタールによる催眠状態を利用して潜在意識へ教義を刷り込む「バルドーの悟りのイニシエーション」（ナルコ）、また、LSDの幻覚作用や覚醒剤の薬理作用などを利用して「神秘体験」を誘導する「キリストのイニシエーション」「ルドラチャクリンのイニシエーション」が大掛かりに行われた。そして最終的には電気ショック療法を悪用して記憶を消す「ニューナルコ」まで行われるようになった。麻原はこのような機械的な修行を「完全他力本願しかない」といって奨励した。宮台真司は脳内物質さえ満足すれば良いというテックの奴隷の例としてオウムを挙げている。
薬物や電気ショックという手法まで駆使したため、他のカルトと異なりオウム真理教の教えは潜在意識のレベルにまで浸透しており、その事が教団からの脱会をより困難にしている。

## 修行
アーサナ
ヨーガの体操。
プラーナヤーマ
ヨーガの呼吸法。
ムドラー
気がよく流れるようにする行法。
クンバカ
息を数分間止める修行。水の中に潜る「水中クンバカ」やその変形「水中エアータイトサマディ」などがある。「水中クンバカ大会」も何度か開催された。オウム最高記録は14分。TBSなどの取材陣を前にして5分30秒間潜った井上嘉浩に対し麻原は「何怖がってるんだよ」と発言していたが、当の麻原は「毒ガスが入っていた」と言い訳しクンバカ実演を拒否して逃亡した。TBSビデオ問題も参照。
ガージャガラニー
塩水を飲んで吐き出し胃を洗う修行。
ダウティ
布を飲み込む修行。
ダルドリー・シッディ
いわゆる空中浮揚（座禅ジャンプ）現象のこと。自分の意思で行っているのではなく、クンダリニーのエネルギーが上昇して起こるとされていた。結跏趺坐（座禅の際に行う両足を互いの太腿部にかける脚の組み方）をしていても、反動をつけて下半身の力でジャンプすることは出来るのだが、一般の人間には身体の柔軟性の問題でこのような脚の組み方自体がなかなか出来ないため、こういったことを知らずに、麻原彰晃のダルドリー・シッディとされる写真について、本当に空中浮揚をしているのか、しばしば本気で話題にする人もいたという。広瀬健一によると「（力学的な）データをみせてもらったが明らかに脚の力で跳んでいた」とのこと。反オウムの弁護士滝本太郎は麻原より高く跳んでみせて脱会者をつくっていたためサリンで殺されかけた（滝本太郎弁護士サリン襲撃事件）。この他江頭2:50も跳んでいる。オウムを脱会して「ひかりの輪」を作った上祐史浩も、のちに、この写真は麻原がジャンプしているだけの写真であることを認めている。
マハームドラー
弟子にわざとやりたくないことをさせて、帰依を試す修行。グル麻原への盲従を正当化するために用いられた。林郁夫によると、村井秀夫は、地下鉄にサリンをまく指示を出した際に「これはマハームドラー（麻原のいう第一段階の解脱）の修行なんだからね」と言い、それを聞いた林は「サリンをまくことはヴァジラヤーナのポアの実践なのだ」と考え「この指示からは逃げられない、やらなくてはならない」と判断したという。
アンダーグラウンド・サマディ
土中のコンテナで何日間も瞑想する修行。チベット仏教の聖者がサマーディとよばれる一種の仮死状態になって何十日も瞑想修行をしたという話に因み、土中のコンテナ内の酸素がなくなる時間を過ぎても瞑想を続け、無事に生還することで成就の証明とした。石井久子や上祐史浩が実行し、林郁夫が医学的な分析をしたことになっている。
カルマ落とし
苦行によってカルマを減らすこと。竹刀で叩いたり逆さ吊りにされたりといった自力の修行のほか、事故など不幸な出来事に遭うことも「カルマが落ちる」のでそれはそれで良いとされ、ついには猛毒VXをかけられることもカルマ落としなのでセーフとされた（駐車場経営者VX襲撃事件を参照）。
温熱療法
熱湯に浸かるもの。多くの死者を出した。詳細は温熱療法 (オウム真理教)を参照。
立位礼拝
「グルとシヴァ大神に帰依し奉ります！」などと述べながら五体投地する修行。
決意の修行
決意文を声に出して、繰り返し読み上げる修行。
逆さ吊りの修行
「カルマを落とす」ために、肉体に苦痛を与える修行。後に単なるリンチとして用いられた。性行為をした信者への罰として、性交した場所で逆さ吊りにする罰があった。死亡事故も発生している（男性信者逆さ吊り死亡事件）。
沈黙の行
エネルギーの保全と口業の防止と内観を目的とした、長時間何もしゃべらない修行。無言の行ともいう。林郁夫が逮捕された際、弁護士の青山吉伸より命じられたとされる（＝黙秘せよ）。
経行（きんひん）
1時間から2時間程度の散歩。歩いている途中に反オウム陣営から脱会させようと拉致されることがあったため、個人特定できないように白頭巾を被って歩くこともあった。
独房修行
独房やコンテナに監禁される修行。もっぱら懲罰としても行われた。手錠をされる、真夏にストーブを点けられる、睡眠禁止など過酷なものもあった。
1994年に監禁された女性信者によると、コンテナ内には男女一緒に全員手錠をかけられて監禁されており、24時間睡眠禁止、横になることも禁止。食事は小さい饅頭、パン、バナナひとつとお菓子ひとつ程度、それすら出ない日もあったという。また、コンテナ内は雨漏りが酷い一方で一切窓がなく、さらにコスモクリーナーが水蒸気を放出するため異常な湿度となっていた。
護摩供養
キャベツや玉ねぎなどを丸ごと食べる修行。食べるといっても生で食べるので大変な修行である。
音楽
麻原は音楽好きで、オウム真理教の音楽を聴くことも精神を浄化する修行のひとつとされていた。
サブリミナル
オウムの修行ビデオにはサブリミナル効果を狙って「尊師大好き」の文字などが混入されていた。

## イニシエーション

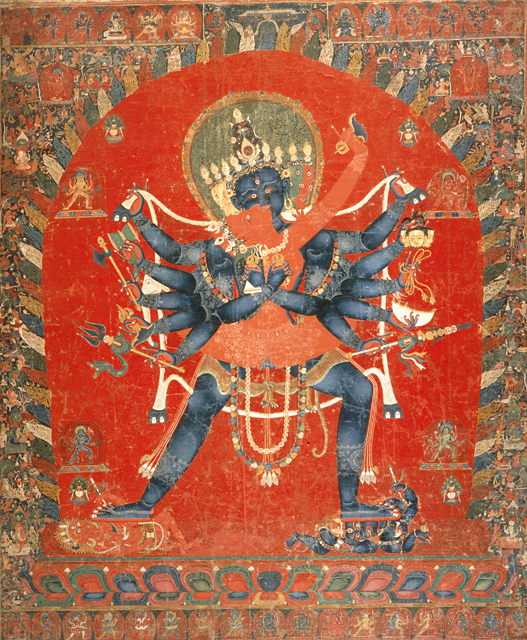
チベット仏教系の男女交合仏画ヤブユム。チャクラサンヴァラとヴァジュラヴァーラーヒー

特に、霊的エネルギーを注入する修行のことを、「イニシエーション(initiation)」という。林郁夫によると、修行方法を教えたり「麻原彰晃のエネルギーを込めることができる物体」を与えたりすることをイニシエーションと呼んでいた。
シャクティーパット
シャクティーパットは、眉間を指圧するイニシエーション。正大師などステージが高い人間が行う。麻原が鍼灸師であったこととの関連も指摘されている。
血のイニシエーション
1988年3月から行われた、麻原の血液入りの液体を飲むイニシエーション。100万円以上の布施で受けることができた。
愛のイニシエーション
麻原彰晃のDNAを抽出し遺伝子組み換え技術で大腸菌に組み込んで培養した液体を飲むイニシエーション。1989年1月頃から行われるようになった。別名「DNAイニシエーション」。坂本弁護士一家殺害事件で殺害された弁護士の坂本堤は、このイニシエーションの欺瞞を追及していた。
飴のイニシエーション
麻原の霊力が込められた飴を口の中に入れるイニシエーション。
左道タントライニシエーション

麻原と性行為するイニシエーション。タントラ左道ともいう。当然の事ながら妙齢の女性限定である。麻原に体をベタベタ触られつつ強姦されたと訴える女性もいる。イニシエーションかと思ったら、服を脱がされキスをされたり体をベタベタ触られたり、強姦されたりしたという。証言者曰く、「若い女の子はずいぶんやられています」。未成年の女性信者も杉並の麻原のマンションでセックスを要求され、「生理だから」と言うと、「分かった、分かった」と言いながらも「妊娠しないからいいじゃないか」と言って断れなかったという。
麻原の子を妊娠した石井久子も、麻原と性交しないと最終解脱できないと言われたと述べている。また麻原は転輪聖王は多くの妻を持つと述べていた。
このほか、ダーキニーと呼ばれた愛人たちも多数いた。1993年に上九一色村道場でダーキニー（女神）修行が開始され、麻原は男女が抱き合う仏画を見せて女性信徒にこの男性を麻原だと思って瞑想せよと指示し、多くの女性信徒は自然と性的関係を持っていった。タントラのイニシエーションを目撃した幹部の村井秀夫は「マイッた。尊師の部屋に入ったら真っ最中で、もう目の当てようがなかったくらいだった。あそこまで行くと私にはキツすぎるよ」「尊師の部屋にダーキニーが10人くらいいて、皆、裸だった」と信者に語っている。また松本サリン事件の前後には第2サティアンの麻原の部屋で同様に10人程のダーキニーが集められ、その1-2時間後にダーキニーの一人が裸で奇声を上げながら部屋から飛び出して行ったのを目撃した村井が「あれを使っていたな」とつぶやいており、これはLSDを指すのではないかと信者は語っている。

インドの瞑想家バグワン・シュリ・ラジニーシもセックスを通じて超意識へ至る道を説いており、麻原にも影響を与えた。宗教学者の中沢新一は麻原を「現代日本にもラジニーシのようなタイプのラジカルな宗教家が、はじめて出現することになった」と『週刊プレイボーイ』1995年5月30日号で称賛した。地下鉄サリン事件が起こって5月16日に麻原が逮捕された直後の発言であり、それ以前にもオウムを称賛することを繰り返した中沢をジャーナリストの松井清人は罪深いと批判している。
杖のイニシエーション
在家信者が実費で教団の本を購入して、外部に向けて布教活動するイニシエーション。「この本を捨てると地獄に落ちます」等という注意書きが書かれることもあり、この場合さらに徳を高めるとされた。
刻印のイニシエーション
麻原彰晃の血液を額に皮下注射するイニシエーション。1993年6月に行われた。ハルマゲドンを煽り信者に忠誠を誓わせる儀式として行われた。
PSI（パーフェクト・サーベーション・イニシエーション）
1993年9月頃から行われるようになった。ヘッドギアの内側に電流を通す粘着性の物質が塗布され、電流がそこから脳を刺激し、麻原の脳波を直接伝えるというもの。LSDと同時に使用されることもあった。これは教団に20億円もの利益をもたらしたという。詳細はPSIを参照のこと。
バルドーの悟りのイニシエーション（ナルコ）
チオペンタールやイソミタールを点滴投与して催眠状態に入るイニシエーション。「ナルコ」とも呼ばれる。林郁夫によると、1994年5〜6月頃から行われており、「純粋な修行上の手段として催眠状態での教義問答を行う」ものと「『決意Ⅰ〜Ⅳ』（決意文、後述）を刷り込めたかどうかを記憶チェックする」ものの二種類があった。また、当時オウム内では「内部情報をさぐったり、毒ガスをまいたりして、破壊工作をしている」スパイが存在していると信じられており、同じ手法がスパイと疑われた信者への尋問（スパイ・チェック）にも使われた。
ニューナルコ
電気ショックを与えることで記憶を消失させる。精神医療の分野で広く行われている電気ショック療法を悪用したもので、1994年7月頃に麻原から「記憶を消す方法を考えろ」と言われた林郁夫が精神科の看護師の発言や『拷問と医者』（ゴードン・トーマス著）を参考に開発した。麻原は当初「どっかん」と命名したが、林が「ニューナルコ」に改めた。
なお、これは正確にはイニシエーションではなく、対象者には「バルドーの悟りのイニシエーション」を行うと偽り、麻酔をかけてから無断で実施し、麻酔から覚める前に装置を隠してニューナルコをされたことがわからないようにした。1994年11月から行われはじめた。ルドラチャクリンのイニシエーションを併用することで教義の刷り込みを行ったり、教団にとって不都合な記憶を抹消させるために使用された。実際に記憶が無くなる効果があり100人ほどが受けた。
ろうそくのイニシエーション
1本のろうそくを囲んでみんなでオウムソングを歌っていると、ろうそくに薬物か何かが仕込まれているのか悪臭が漂い、眠くなるイニシエーション。
女神のイニシエーション
チオペンタールを投与するイニシエーション。朝から晩までチオペンタールを打たれ続け、決意文（後述）を睡眠学習する修行もあった。
キリストのイニシエーション
サットヴァレモンにLSDを混ぜた液体を飲み、独房やコンテナ、「ポアの間」と呼ばれる麻原の説法が24時間流れ続ける部屋などに1週間監禁するイニシエーション。LSDの幻覚作用で手っ取り早く神秘体験を体験させるために用いられた。なお、このLSDは麻原が一度口に含んだものである。LSDの残留成分を抜くためとして行われた温熱療法と合わせ、多くの死者を出した。キリストのイニシエーションを受けたある信者は、セックスの10倍の快感があったので、募集があれば必ず志願したが、イニシエーションを受けたあと、身体中が痒くなり、紫の斑点ができた。
上祐史浩によれば、LSDや覚醒剤を用いた薬物イニシエーションは「キリスト・イニシエーション」と「ルドラチャクリン」の二種類であった。1960年代のアメリカでも、「チベット死者の書サイケデリック・バージョン」(1964)などサイケデリックスというハイテク仏教が流行った。
LSDを密造した遠藤誠一は逮捕後の1995年12月18日法廷で、「イニシエーションという宗教的体験が、実は薬物体験だったことを直視してほしい」と信者に対して語った。
ルドラチャクリンのイニシエーション
LSDと覚醒剤を混ぜた液体を飲むイニシエーション。林郁夫によると、決意文の教義を表層意識、潜在意識に記憶させた後、このイニシエーションにおける薬物飲用で、音や光や言葉に誘導されやすい状態におき、「肯定・否定・正当、批判・糾弾、優しさ・いたわりを駆使」して、記憶を揺さぶり定着させ、神秘体験を誘導し教義を受容させる。なお、強制捜査の際、麻原彰晃はまず決意文とこの「ルドラチャクリンのイニシエーション」関係の資料を破棄するよう指示したと言われている。なおルドラ・チャクリンとは時輪タントラに登場する王の名前である。（en:Kings of Shambhalaも参照）
交叉信号によるイニシエーション（仮称）
黒いメガネをかけ、左目で赤い光、右目で緑ないしは青い光を別々に点滅させるのを見る。さらにその状態のまま液体の入った厚いクッションの上であぐらを組む。クッションはバイブレーションが施され小刻みに激しい振動を繰り返す。LSDを投与され幻覚を見る。自分の体をコックピットに座り操縦しているような感覚に捉えられ、意識だけが肉体の外に放り出され、自身の肉体を高台から見下ろすような「体外離脱」や「臨死体験」のような感覚を体感する。その瞬間には超能力を得た感覚を味わうがそれもつかの間で、さらにその後、意識が何者かによって引きずられるように人間界ではないような全く別世界へ放り込まれ、激しい恐怖感を味わう。気絶する信者も多い。

## 登場する物品
ミラクルポンド
聖水。麻原が入った風呂の残り湯。料理等に使用する。200mlあたり2万円である。尊師インドを行くでは、釈迦牟尼が体を洗った泉があるからそこの水を飲みなさいと言っていた。この時点では、自分の残り湯を飲むというのは、汚さの極みで受け入れられないだろうと言っていた。
甘露水
麻原がエネルギーを込めた水。実態はドラム缶に入れて電流を流した水。こちらもボウフラが浮いているなど不衛生であった。Alephとなった後も、2006年と2009年の公安調査庁の立ち入り検査で、タンクの水に麻原のマントラを流して「浄化」する設備が教団施設で見つかっている。
麻原の毛
麻原の髪の毛は尊師御宝髪として1本1000円で販売されていた。お守りにしたり、煎じて飲むこともあった。早川紀代秀は一時期毎日麻原の髭を煎じて飲んでいたという。
麻原の爪
石井久子がたくさん貯めていて、爪を煎じて飲んでいた。岡﨑一明によると、飲むとエネルギーが上昇したとのこと。
麻原の血
血のイニシエーションに使用。
麻原のDNA

麻原のリンパ球
遠藤誠一が培養していた。
LSD
土谷正実と遠藤誠一が製造したもので「仏舎利」「キリストの骨」「キリスト」「骨」「L」などと呼ばれた。当初は仏舎利だったが、仏教を冒涜しているということでキリストの骨になった。
覚醒剤
土谷らが製造したもので「ブッダ」と呼ばれた。
チオペンタール
当初はオウム真理教附属医院が購入していたが、使用量が増え業者から買いきれなくなった（大病院の一年分並の量を買っていたため怪しまれた）ので遠藤らが製造した。公証人役場事務長逮捕監禁致死事件でも使用し、過剰投与で被害者は死亡した。
ナーディーポンプ
鼻から水を通して浄化するための、電動ポンプとホースがセットになったものである。
サットヴァレモン
オウム製の食品サットヴァ食品のひとつで、溶かすとドリンクになる。
プラーナパワー
水飴を材料にした菓子。Alephになっても、2006年の公安調査庁の立ち入り調査で、岐阜県関市の教団施設に製造設備が見つかっている。
決意文
「修行するぞ」「ポアするぞ」などと書かれた文章。中には弟子達を犯罪すら肯定する兵士にしようとする内容や、「国家に税金は払わないぞ」（法務省決意）などといったものもある。決意I～V、省庁特別決意は石川公一や青山吉伸が作成したとされる。
バルドーの導き
バルドーの悟りのイニシエーション中に見せられるビデオ。およそ3時間ほどの長さであり、映画や事故映像などから編集したと思われる死体や事故、核戦争の映像とともに、麻原の説法が流れる。音声も、「人は死ぬ。絶対死ぬ。死は避けられない」など麻原や信者と思われる男性がナレーションしている独特なものが延々と流れる。
2020年ニコニコ動画に二部構成で当該映像が投稿されている。完全なビデオと思われる。
死体写真・映像
死体写真や、死後の変化をアニメにしたり、他国から買ってきた模様の死体が腐っていく状態を録画したビデオ？が教材として用いられていた。Alephにおいても信者の死体を撮影したビデオが教材になっているという。九相図、不浄観も参照。
ヘラクレス
オウムが開発した毒ガス攻撃に耐えることのできる体をつくるトレーニング器。決意文では「ヘラクレストレーニングは楽しいな。なんて楽しいんだ。」と褒められている。
プルシャ
オウム真理教のバッジ。最初は限定配布だったが坂本弁護士一家殺害事件で中川智正が坂本家に落としてきたのを誤魔化すため大量生産されることとなった。
ヒヒイロカネ
石。